# Костяшкін Едуард Георгійович
Едуа́рд Гео́ргійович Костя́шкін (1925—1983) — російський педагог. Доктор педагогічних наук.
Працював у Москві директором 544-ї школи повного дня, керівником Лабораторії прогнозування розвитку школи Інституту загальної педагогіки Академії педагогічних наук СРСР.

## Книги
- «Індивідуальна робота в школі з важкими підлітками».
- «Школа повного дня. Питання управління».